# Cryptotettix macrophthalmus
Cryptotettix macrophthalmus är en insektsart som beskrevs av Günther, K. 1974. Cryptotettix macrophthalmus ingår i släktet Cryptotettix och familjen torngräshoppor. Inga underarter finns listade i Catalogue of Life.